# Mulliquindil
Mulliquindil, auch Santa Ana de Mulliquindil, ist eine Ortschaft und eine Parroquia rural („ländliches Kirchspiel“) im Kanton Salcedo der ecuadorianischen Provinz Cotopaxi. Die Parroquia besitzt eine Fläche von 48,02 km². Die Einwohnerzahl lag im Jahr 2010 bei 7203.

## Lage
Die Parroquia Mulliquindil liegt im Andenhochtal von Zentral-Ecuador. Das Gebiet wird im Südosten und im Süden von der Quebrada Langasa, einem linken Nebenfluss des Río Cutuchi, begrenzt. Der etwa 2700 m hoch gelegene Hauptort befindet sich knapp 3 km ostnordöstlich vom Kantonshauptort San Miguel de Salcedo.
Die Parroquia Mulliquindil grenzt im Norden an die Parroquia Belisario Quevedo (Kanton Latacunga) sowie im Osten, im Süden und im Westen an die Parroquia San Miguel de Salcedo.

## Orte und Siedlungen
Die Parroquia ist in folgende 18 Barrios
- Barrio Norte
- Sur Central
- Centro
- Obrero Central
- San Francisco
- Los Pinos
- Avelino Pamba
- San José Obrero
- San Isidro Nuevo
- Oriente Central
- Chisilivi
- Sur San Miguel
- Jesús del Gran Poder
- Rosa Peña
- San Isidro San Juan
- Ilimpucho
- San Vicente de Churoloma
- Chanchalito

sowie in die Comunidades Chanchaló, Guanailín San Pedro und Palama gegliedert.

## Geschichte
Die Parroquia Mulliquindil wurde am 8. September 1947 gegründet (Registro Oficial N° 5).